# Людвік Клосс
Людвік Клосс (пол. Ludwik Kloss; 24 серпня 1845, Тернопіль — 17 березня 1902, Давос) — польський римо-католицький священник, доктор богослов'я, звичайний професор пастирського богослов'я богословського факультету Львівського університету, ректор Львівського університету в 1884—1885 академічному році, таємний шамбелян папського трону.

## Життєпис
Народився 24 серпня 1845 року в Тернополі. Початкову освіту здобував у Бережанах, Тернополі та Львові. Закінчив богословський факультет Львівського університету, здобувши ступінь доктора богослов'я. У 1867 році отримав священичі свячення і призначення до Коломиї на посаду вікарія. Згодом служив вікарієм у Львові в костелі св. Мартина, одночасно виконував обов'язки префекта в Малій семінарії. 1872 року звільнений з посади вікарія й іменований на заступника катехита в реальній школі у Львові, а в 1873 році після складення екзамену став дійсним катехитом у гімназії ім. Франца Йосифа у Львові.
8 липня 1874 року декретом Львівського митрополичого ординаріату латинського обряду номінований ректором Малої семінарії. У листопаді 1874 року став провізоричним доцентом пасторального богослов'я, в липні 1875 року — приватним доцентом. Від 6 травня 1876 року — надзвичайний професор, а від 25 травня 1880 року — звичайний професор. У 1884—1885 академічному році був ректором Львівського університету, крім того чотири рази професори богословського факультету обирали його деканом (1887/1888, 1892/1893, 1898/1899, 1899/1900). Здійснив паломництво до Святої Землі. Завершив викладацьку кар'єру 13 лютого 1902 року.
Помер 17 березня 1902 року в Давос-Плац (частина с. Давос у Швейцарії).

## Нагороди і відзнаки
- Почесний канонік Львівської митрополичої капітули латинського обряду[3],
- Відзначений роккетом і мантелеттою (22 січня 1883)[2],
- Папський почесний хрест (30 листопада 1888)[2],
- Кавалер Ордена Гробу Господнього (3 лютого 1891)[2],
- Таємний шамбелян Папського трону (21 березня 1891)[2].